# Daniella Monet
Daniella Monet (ur. 1 marca 1989 w West Hills) – amerykańska aktorka i piosenkarka. Znana z roli Triny z serialu młodzieżowego Nickelodeon Victoria znaczy zwycięstwo.

## Wczesne życie i kariera
Monet urodziła się 1 marca 1989 roku jako Daniella Monet Zuvic w West Hills w Los Angeles. W wieku 7 lat, pojawiała się na małym ekranie grając w różnych reklamach telewizyjnych. W 1997 roku zagrała rolę młodszej Corey w serialu Niebieski Pacyfik. W 2003 roku wystąpiła także w innych serialach, m.in.: American Dreams i 8 prostych zasad.
Od 2010 roku do 2013 roku Monet grała rolę Triny Vega, starszej siostry Tori w serialu Nickelodeon Victoria znaczy zwycięstwo.
W lipcu 2011 roku Monet dołączyła do obsady w nowym filmie Nickelodeon Wróżkowie chrzestni: Dorośnij Timmy!, bazujący na animowanym serialu Wróżkowie chrzestni. Zagrała w nim rolę Tootie, kujonki niegdyś zakochanej w Timmym (granego przez Drake’a Bella).
W zastępstwie za Jennette McCurdy gra rolę Berthy w filmach Noc żywego Freda i Fred: Obóz obciachu oraz w serialu Zdaniem Freda!.
Monet po raz kolejny zagrała rolę Tootie w filmie Wróżkowie chrzestni: Timmy ratuje święta, który jest kontynuacją filmu o Wróżkach chrzestnych.
Jest weganką i czynnie walczy o prawa zwierząt (jest członkinią PETA).

## Filmografia
Filmy
- 1998: Follow my Heart jako młoda Angie
- 2006: Śmiertelna wyliczanka jako Sarah
- 2007: Przebojowe porwanie jako Gabby Kramer
- 2007: Nancy Drew i tajemnice Hollywood jako Inga Veinshetein
- 2010: Rachel's Return jako Danielle
- 2010: Here’s the Kicker jako Lacey Matthews
- 2011: Wróżkowie chrzestni: Dorośnij Timmy! jako Tootie
- 2011: Noc żywego Freda jako Bertha
- 2012: Fred: Obóz obciachu jako Bertha
- 2012: Wróżkowie chrzestni: Timmy ratuje święta jako Tootie
- 2014: Rachel's Return jako Danielle
- 2014: Wróżkowie chrzestni: Rajskie tarapaty jako Tootie

Seriale
- 1997: Niebieski Pacyfik jako młodsza Corey (8 lat)
- 2003: American Dreams jako Joyce Fitzsimmons
- 2003: Byle do przodu jako Bethany
- 2003: 8 prostych zasad jako Missy Kleinfeld
- 2004: The Bernie Mac Show jako Karen
- 2004: Listen Up! jako Megan Kleinman
- 2006: Zoey 101 jako Rebecca Martin
- 2008: Miss Guided jako Meredith Ritter
- 2008: Nie ma to jak hotel jako Dana
- 2009: Wszystkie wcielenia Tary jako Paige
- 2010–2013: Victoria znaczy zwycięstwo jako Trina Vega
- 2010: iCarly jako Emma (odcinek Psycholka)
- 2010–2011: Trina Vega (odcinek Przyjęcie z Victoria znaczy zwycięstwo)
- 2011: Super ninja jako Clarissa (odcinek Morningstar Academy)
- 2012: Zdaniem Freda! jako Bertha
- 2013: Melissa i Joey jako Ashley (odcinek Family Feud)

Dubbing
- 2012: Klub Winx – Mitzi